# BARAKI
BARAKI（バラキ）は日本のロックバンド。横浜銀蝿「銀蝿一家」の一員であった紅麗威甦の桃太郎（BARAKIではMASA）と元WALTHERのギタリストAKIRAを中心に結成。2005年ごろ活動するが現在活動はしていない。

## メンバー
- MASA（桃太郎）　ボーカル
- AKIRA（リー）　リードギター
- MASAYUKI　ドラム
- KOUHEI 　ベース